# 曹江镇
曹江镇，是中华人民共和国广东省茂名市高州市下辖的一个乡镇级行政单位。曹江镇因滨临曹江得名。曹江原名潮江，因低洼洪水如潮而称，后谐音曹江。1950年设曹江乡，1959年成立曹江公社，1983年改区，1987年建镇。镇政府驻帅堂圩（新圩）。

## 行政区划
曹江镇下辖以下地区：
帅堂社区、荷垌村、霍村、珊阁村、先觉村、堂阁村、凤村、里村、潭村、上南山村、周坡村、银堂村、安良堡村、帅堂村、大坡村、华坑村、罗平村、林村、甲子坡村、平山铺村、培坑村、满坑村、溪田村和溪朗村。